# Rhinolophus blasii
El murciélago dálmata de herradura o de Blasius (Rhinolophus blasii) es una especie de murciélago microquiróptero de la familia Rhinolophidae.

## Descripción
Su pelaje es suave y sedoso, con el límite dorso-ventral definido. El color del dorso es gris-pardo, siendo a veces muy claro y en el vientre es amarillento o blanquecino. La excreción nasal (herradura) es ancha y de color carne. Orejas y patagio gris claro. Sus alas son anchas y cortas, lo que le permite una mayor maniobralidad.
Es un murciélago de herradura de tamaño medio, su longitud cabeza-cuerpo oscila entre 44,5 y 54 mm y la cola entre 25 y 30 mm.
Su fórmula dentaria es la siguiente: 1/2, 1/1, 2/3, 3/3 = 32.

## Distribución y hábitat
Está ampliamente extendido, pero su distribución es fragmentaria. En Europa, donde es posiblemente el murciélago de herradura más raro, se encuentra en los Balcanes y algunas islas mediterráneas como Creta y Chipre. En Asia se extiende desde Turquía hasta Pakistán, y desde el Cáucaso hasta Yemen. En África, se encuentra desde el noreste de Sudáfrica hasta la República Democrática del Congo, así como en África oriental y el Magreb.
Se encuentran en climas templados, con preferencia por los bosques de la sabana, pese a que ocasionalmente se encuentran en las regiones desérticas. Refugios estivales e invernales en lugares subterráneos naturales y artificiales, ocasionalmente en áticos de viviendas.

## Comportamiento
Es de hábitos nocturnos y descansa en cuevas, donde cuelga libremente sin contacto corporal con otros murciélagos. Hiberna en invierno y es sedentario. Forma colonias de cría de entre 50 y 300 individuos, a veces asociados a otros especies de murciélagos de su mismo género o al murciélago de cueva (Miniopterus schreibersii). El tamaño de la camada suele ser de una sola cría.
Su alimentación se compone exclusivamente de lepidópteros.

## Subespecies
Se reconocen las siguientes subespecies:
- Rhinolophus blasii blasii
- Rhinolophus blasii andreinii
- Rhinolophus blasii empusa
- Rhinolophus blassi meyeroehmi